# Pirâmide humana

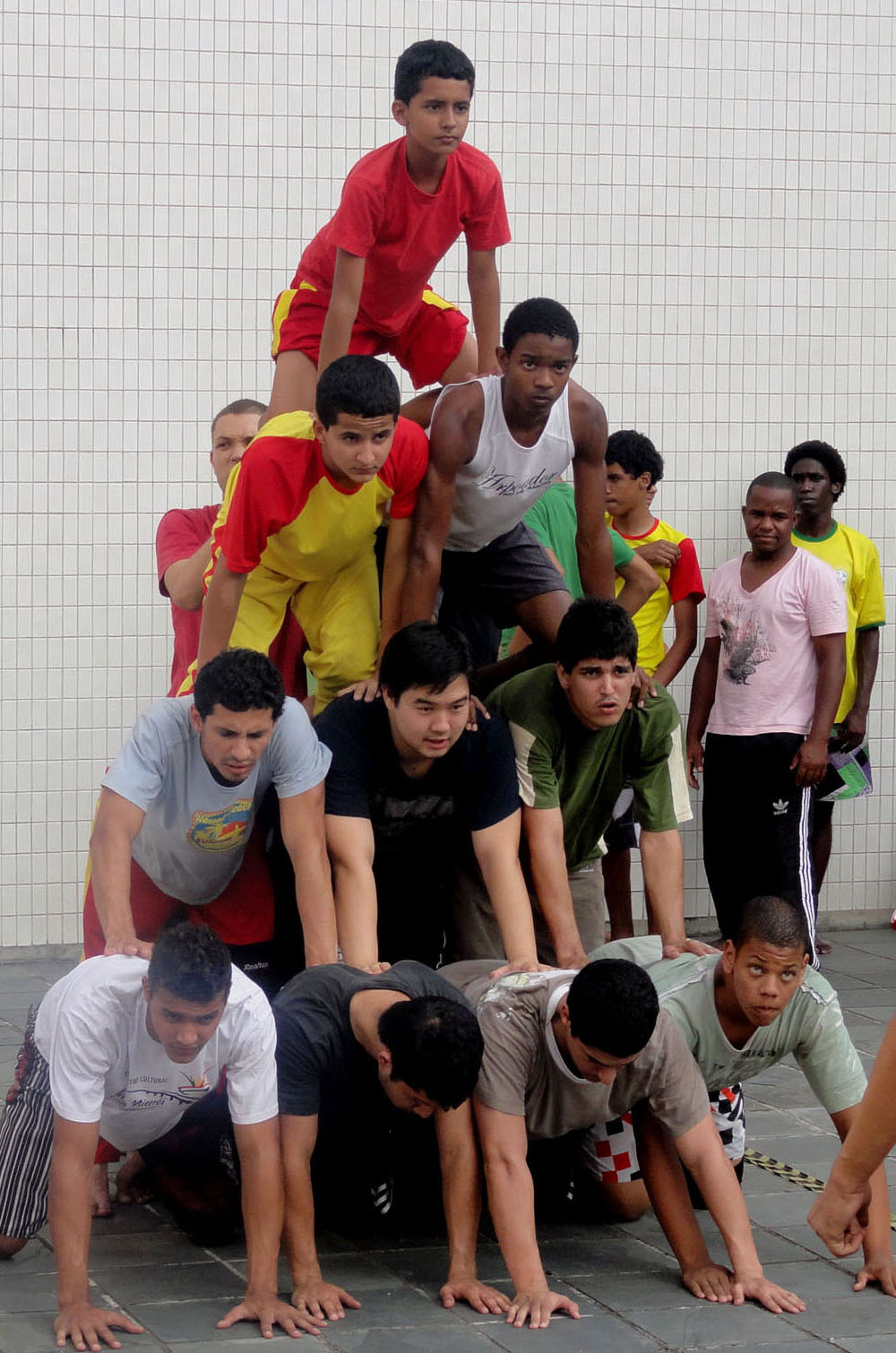
Pirâmide humana de 4 andares de levantamento instantâneo. Nota-se que o peso dos componentes está bem concentrado ao eixo central.

Pirâmide humana é uma das matérias avançadas de ginástica montada. Junto com uma  torre humana, é demostrando  na apresentação. Os figurantes da base se juntam como braços e joelhos e acumular os figurantes da mesma postura sobre a base. Desta forma, os figurantes realizam uma montagem de forma triangular que se torna fina para cima.

## Pirâmide humana de forma tradicional
As pirâmides humanas são apresentadas geralmente em 3 (6 figurantes) ou 4 andares (10 figurantes). Os figurantes do segundo andar sobem na base a partir de trás e aqueles de andares mais altos sobem pela lateral. Quando a pirâmide é montada, os figurantes erguem a cabeça olhando para frente e mantêm a posição fixa durante 5 a 10 segundos. Em certos casos, o figurante do topo se levanta. No final da apresentação, desmonta-se a pirâmide com o desmoronamento instantâneo. Isto é, passa-se instantaneamente a partir da postura mais alta da pirâmide para a postura deitada de altura mais baixa. Este movimento apresenta uma surpresa para os espectadores. Em 1982, no Estágio de Baseball de Seibu, Província de Saitama, Japão, foi apresentado o desmoronamento instantâneo de pirâmide de 7 andares (28 figurantes), sendo a apresentação do maior desmoronamento da pirâmide até o presente. O desmoronamento instantâneo da pirâmide de 5 andares e as maiores tem o risco de acidente. Desta forma, essa matéria é somente para os figurantes com muito alto nível de treinamento físico e mental. Em 1998, os membros da BSGI montaram a pirâmide humana de 7 andares no Ginásio de Maracanãzinho, Rio de Janeiro. Nesta ocasião, foi apresentada o salto mortal do topo ao invés de desmoronamento instantâneo.

## Pirâmide de levantamento instantâneo

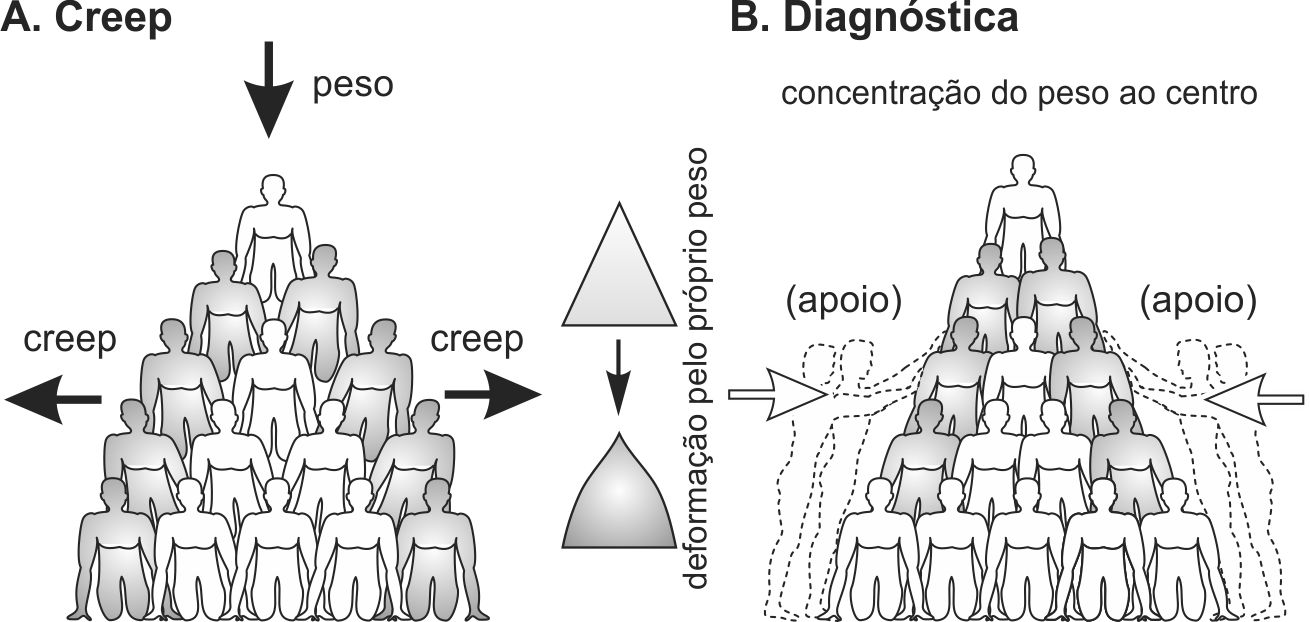
Creep de pirâmide humana e a diagnóstica

Ao contrário do desmoronamento instantâneo, esta matéria apresenta o levantamento instantâneo da pirâmide desde a postura deitada de posição mais baixa para a postura levantada da pirâmide de posição mais alta. Ou, pelo menos, os públicos sentem assim. É apresentada geralmente de 3 andares (6 figurantes) ou 4 andares (12 figurantes). De fato, os constituintes do terceiro andar pulam pela própria força sobre os do segundo andar e, o quarto andar salta na costa dos figurantes do terceiro andar, de 1,7 m de altura, com o auxílio da força de 2 apoios. O impacto que os espectadores recebem é muito mais forte do que o desmoronamento instantâneo. Através do movimento de ordem oposta, pode fazer uma apresentação parecida ao desmoronamento instantâneo. Através da combinação dos dois, podem-se repetir o levantamento instantâneo e desmoronamento instantâneo. Os membros da BSGI de Niterói e Rio de Janeiro apresentam essa matéria. A pirâmide de levantamento instantâneo de 5 andares é incomparavelmente de alto nível em relação àquela de 4 andares. Há apenas um registro de realização pelo grupo horizontal Gold Lion de HKSGI (Soka Gakkai Internacional de Hong Kong) em 1997.

## Pirâmide tri-dimensional
As pirâmides acima citadas têm forma bi-dimensional de parede triangular levantada na postura vertical, sendo chamadas de pirâmide bi-dimensional. Em pirâmides grandes ocorre a deformação pelo próprio peso, chamado de “creep” pela engenharia cível. Devido a isso, a pirâmide expande horizontalmente e quebra por causa da dispersão da força. Este fenômeno aparece na pirâmide de 4 andares e fica expressivo nas pirâmides maiores. A força de dilatação lateral é notável nos terceiro e quarto andares. Desta forma, os figurantes encosta o peso para o centro da pirâmide para concentrar a força. As pirâmides bi-dimensionais têm essa limitação.
As pirâmides tri-dimensionais têm forma básica parecida à pirâmide do Egito e podem superar o limite acima citado das pirâmides bi-dimensionais. Cada membro constituinte toma a mesma postura, desta forma, a aprendizagem para montar as pirâmides grandes é relativamente fácil. Por outro lado, é necessário um grande número de figurantes. Em 1998, foram apresentadas primeiramente no mundo, na cidade de Osaka, Japão, duas pirâmides de 10 andares (385 para cada um) por membros de SGI. A base desta pirâmide é composta de 10 x 10, em total 100 componentes. Entretanto, os componentes do 9º andar não precisam de 4, basta que sejam 2. Desta forma, a base pode ser composta de 10 x 9, em total 90 membros. Adotando esta estrutura, economizam-se mais de 50 componentes e a pirâmide de 10 andares pode ser montado por 331 componentes. Quando se adota a estrutura tridimensional parecida a tetraedro, pode-se montar a pirâmide de 10 andares por 211 componentes.
Não é possível fazer desmoronamento instantâneo das pirâmides tri-dimensionais. Desta forma, sua desmontagem é realizada através de descida dos membros de andares altos para a frente. Cada um toma a postura baixa, como um lagarto, e desce no talude frontal da pirâmide utilizando dois braços e duas pernas. As pirâmides tri-dimensionais necessitam de um longo tempo, mais de um minuto, tanto para a montagem quanto para a desmontagem.

## Método de montagem

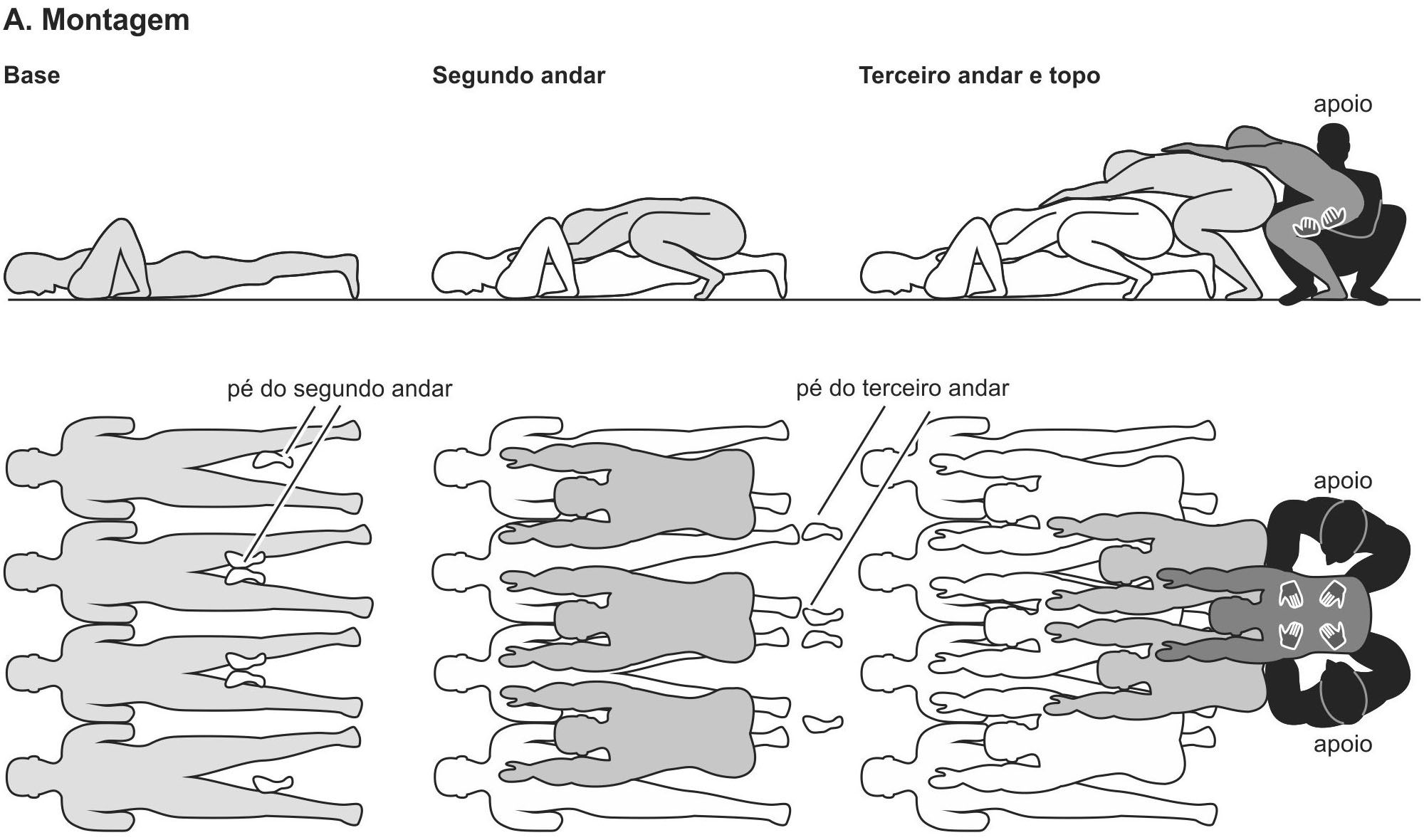
Posição inicial da pirâmide de 4 andares de levantamento instantâneo

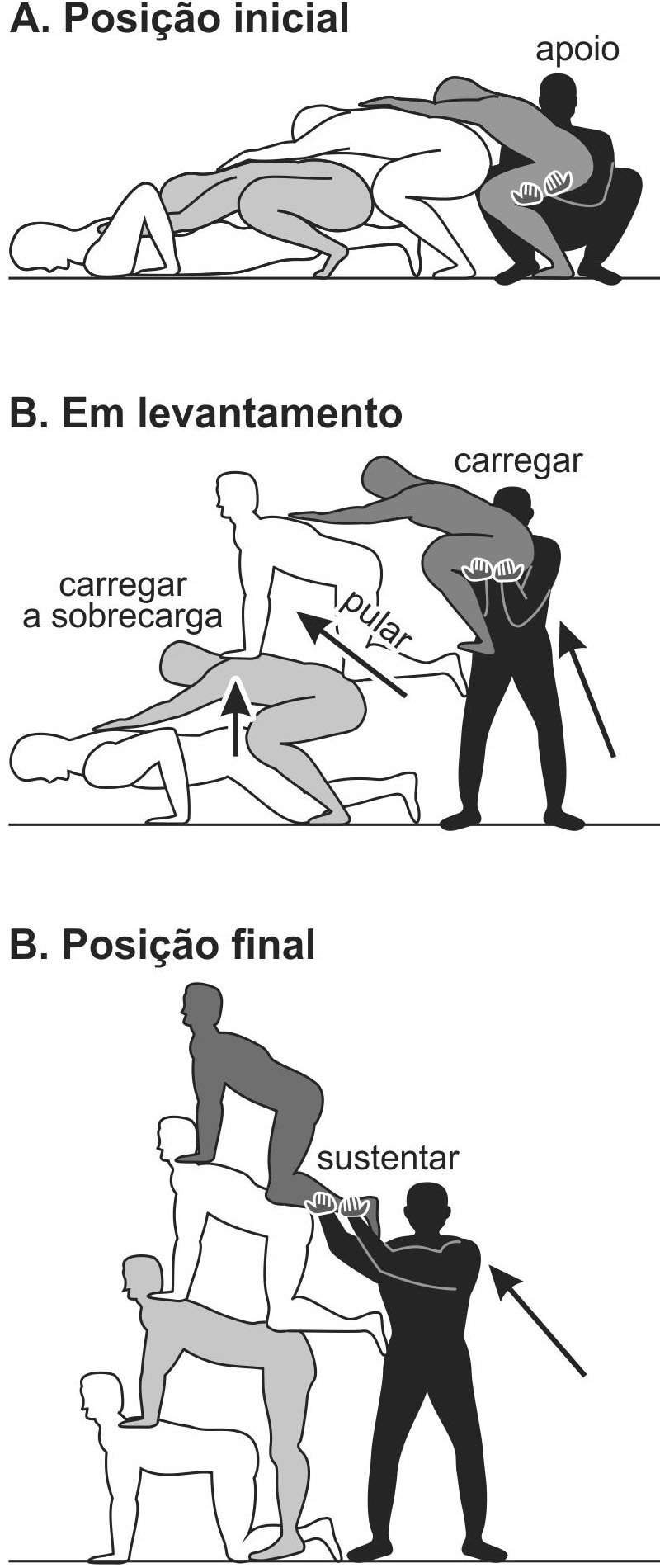
Forma de levantamento instantâneo da pirâmide de 4 andares

Existem várias formas para a montagem de pirâmides humanas. Apresenta-se a pirâmide de 4 andares de levantamento instantâneo como um exemplo, que foi apresentada pela equipe da BSGI de Niterói, Brasil, em 2010. A base é composta de 4 figurantes, o segundo andar de 3, o terceiro de 2, o topo de 1 e o apoio do topo de 2, sendo em total, 12 figurantes. O topo deve ser um figurante leve e os apoios, figurantes altos. O centro do segundo andar carrega um peso grande.
Os 4 componentes da base se deitam no chão com cotovelos levantados e a ponta dos pés tocando no piso. Os 4 devem aproximar-se até o máximo e abram as pernas. Os figurantes do segundo andar colocam os pés entre as pernas da base e se sentam com a cabeça baixa, de postura baixa. As mãos são colocadas sobre a escápula dos figurantes da base. Neste momento, as mãos devem estar localizadas nas posições corretas.Os figurantes do terceiro andar colocam suas mãos sobre a escápula dos figurantes do segundo andar e, se sentam atrás do segundo andar tomando a postura baixa, sendo similar ao segundo andar. O topo coloca as mãos sobre a escápula dos figurantes do terceiro andar e senta-se atrás deles.Desta formação, conclui-se a preparação e esperam o comando de levantamento.
O levantamento da pirâmide é realizado com o comando a voz de “1, 2, 3”. A partir da posição deitada, a base toma a posição de quadrúpedes com os joelhos dobrados em 90° e os braços estendidos em direção vertical. A coluna é estendida em direção reta. A costa não se pode curvar. Com a costa curvada os andares superiores se escorregam e a pirâmide quebra. Olhando para frente e empenando o quadril, a coluna fica estendida. Quando o figurante olha para baixo, a coluna fica curvada. Os braços devem estar em direção vertical a partir dos ombros. Os cotovelos devem estar estendidos. A posição certa deve ser tomada por apenas uma tentativa. Não há a oportunidade para a correção e a segunda tentativa. A pirâmide tem sobrecarga, o que não permite o reajuste. Uma vez que o cotovelo é curvado, não é possível se estender de novo. Todos os pesos se concentram ao componente com cotovelo curvado e a pirâmide quebra a partir dele. Após o levantamento da pirâmide, os componentes que estão nos laterais se encostam ligeiramente no seu peso ao centro da pirâmide.
Os componentes do segundo andar se levantam por duas pernas com os joelhos estendidos, pisando no chão, e sustentam o peso dele e dos andares superiores com as pernas dele. Sendo similar à base, os figurantes olham para frente, empenam o quadril e estendem a coluna em reto. Após o levantamento, não é possível fazer o reposicionamento. Quando o segundo andar encurva a costa ou encurvar o cotovelo, a pirâmide quebra. Após o levantamento, os dois laterais encostam ligeiramente o peso ao centro da pirâmide.
Os figurantes do terceiro andar pulam sobre a costa dos figurantes do segundo andar. Não há apoios para o terceiro andar e, portanto cada um tem de pular pela própria força. Entretanto, a costa do segundo andar está na altura de 1, 2 m e, portanto não alcança. Quando o terceiro andar pula simultaneamente ao segundo andar, escorregam para trás e a pirâmide quebra. Desta forma, o terceiro andar pula pouco antes do levantamento do segundo andar e se montam sobre a costa deles enquanto o segundo andar ainda está baixo. O salto na contagem 3 é tarde demais e deve pular em contagem 2,5. Quando o terceiro andar atrasa, além de não se montar sobre o segundo andar, fica achatado pelo peso do topo, e nem consegue pular. O membro que está no centro do segundo andar carrega a sobrecarda constituída por peso do terceiro andar e do topo, necessitando uma força grande. Os componentes do terceiro andar frequentemente encurvam os cotovelos, devido provavelmente à altura e a pirâmide quebra. Estender os cotovelos e a coluna, olhando para frente, e encostam o peso ao centro, esses são as chaves do sucesso.
O topo pula sobre a costa do terceiro andar, porém a altura é 1,7 m e ninguém alcança. Portanto, os apoios pegam as colchas do topo e se levantam com suas pernas e carregam o topo até a costa do terceiro andar. A costa do terceiro andar é escorregadio e portanto os apoios sustentam firmemente os pés do topo com duas mãos. Quando as formações e os movimentos acima citados são realizados corretamente, os espectadores sentem que a pirâmide se levanta instantaneamente pela própria força. De fato, é necessário um tempo de 0,5 a 1,0 segundos.
A desmontagem da pirâmide é realizada em ordem reversa. O topo e o terceiro andar ao descer precisam tomar cuidado para não pisar os pés da base. A altura do topo é grande e portanto é difícil sustentar o seu peso somente pelas pernas dele. Desta forma, quando o topo chega no piso, se encosta para trás e os apoios o sustentam. Desta forma, retorna-se a posição inicial.